# Коткіно
Коткіно (ненец. Коткино, рос. Коткино) — село у Заполярному районі Ненецького автономного округу Архангельської області Російської Федерації.
Населення становить 307 осіб (2017). Входить до складу муніципального утворення Коткінська сільрада.

## Історія
До 1920-их років населений пункт належав до Архангельської губернії. Від 1929 року належить до Ненецького автономного округу, від 2005 — новоутвореного Заполярного району. Згідно із законом від 24 лютого 2005 року органом місцевого самоврядування є Коткінська сільрада.

## Населення
| 2002 | 2010 | 2011 | 2012 | 2013 | 2014 | 2015 |
| ---- | ---- | ---- | ---- | ---- | ---- | ---- |
| 424  | ↘372 | ↗382 | ↘359 | ↘336 | ↘333 | ↘311 |
| 2016 | 2017 |      |      |      |      |      |
| ↘304 | ↗307 |      |      |      |      |      |